# Autrey-le-Vay
Autrey-le-Vay település Franciaországban, Haute-Saône megyében. Lakosainak száma 92 fő (2022. január 1.). Autrey-le-Vay Moimay, Esprels, Les Magny, Marast, Pont-sur-l’Ognon és Villersexel községekkel határos.

## Népesség
A település népességének változása:
| Lakosok száma | 79   | 86   | 91   | 92   | 97   | 103  | 99   | 96   | 92   |
|               | 2013 | 2015 | 2016 | 2017 | 2018 | 2019 | 2020 | 2021 | 2022 |